# Interno Giallo
Interno Giallo è stata una casa editrice fondata nel 1989 da Laura Grimaldi e Marco Tropea, acquistata dopo quattro anni dalla Arnoldo Mondadori Editore e non più attiva. Pubblicava letteratura gialla e fantascienza. Tra i suoi autori classici del giallo o della fantascienza come Donald E. Westlake, Erle Stanley Gardner, Dashiell Hammett, Philip K. Dick, Ray Bradbury, Arthur C. Clarke, Kurt Vonnegut, nuovi scrittori come James Ellroy, Jonathan Kellerman, Pino Cacucci (che pubblica con la casa editrice nel 1990 il suo primo successo Puerto escondido) o Giancarlo De Cataldo (che pubblica con la casa editrice nel 1989 il suo romanzo d'esordio Nero come il cuore), autori già noti come Ivan Della Mea, Maria Rosa Cutrufelli o Roberto Vacca.